# Zhenyuan, Pu'er
Zhenyuan, tidigare stavat Chenyüan, är ett autonomt härad för yi-, hani- och lahu- folken som lyder under Pu'ers stad på prefekturnivå i Yunnan-provinsen i sydvästra Kina.